# بويري بيسكيوريل
بويري بيسكيوريل (بالفرنسية: Boiry-Becquerelle)‏ هي بلدية تقع في إقليم باد كاليه من منطقة نور با دو كاليه في شمال فرنسا. تبلغ مساحة هذه المدينة 4.54 (كم²)، وترتفع عن سطح البحر 78 م، يبلغ عدد سكانها 406 نسمة حسب إحصاء المعهد الوطني للإحصاء والدراسات الاقتصادية سنة 2009 م. وترأس Michel Dollet البلدية خلال فترة (2008-2014).